# Clara Dennis
Clarissa Archibald "Clara" Dennis (24 de novembro de 1881 – 16 de fevereiro de 1958) foi uma fotógrafa e escritora canadiana que viveu na Nova Escócia. Ela morreu em Halifax aos 76 anos. Muitas das suas fotografias estão agora nas coleções dos Arquivos da Nova Escócia e do Museu da Nova Escócia. Essas milhares de imagens capturam as pessoas e lugares do seu tempo, incluindo uma coleção de imagens de pessoas Mi'kmaq daquele período.

## Primeiros anos
Filha do senador William Dennis e Agnes Miller, ela nasceu em Truro e mudou-se para Halifax com a sua família ainda jovem. Ela foi educada na Universidade Mount Allison, na Universidade de Dalhousie e na Faculdade de Gestão de Halifax. Ela trabalhou para o jornal do seu pai, o Halifax Herald, até à sua morte em 1920.
Durante a Primeira Guerra Mundial, Dennis ofereceu a sua casa a milhares de soldados e foi um forte apoio às iniciativas de apoio a prisioneiros de guerra e tropas estrangeiras que estavam estacionadas ou a visitar Halifax.
Dennis foi uma membro vitalícia da Sociedade Histórica da Nova Escócia.

## Obras
Dennis publicou vários livros de viagem ilustrados com as suas próprias fotografias:
- Down in Nova Scotia: My Own, My Native Land (1934)
- Mais sobre Nova Scotia: My Own, My Native Land (1937)
- Cape Breton Over (1942)[2]

Dennis escreveu vários artigos de viagem para jornais e revistas. Ela também forneceu o capítulo sobre a Nova Escócia para The Spirit of Canada, um folheto de lembrança produzido para o rei George VI e a rainha Elizabeth na sua turné canadiana de 1939.

## Reconhecimento
Em 1938, ela foi premiada com o título honorário de Doutora em Literatura pela Universidade Mount Allison.